# Ecuadorianische Basketballnationalmannschaft
Die ecuadorianische Basketballnationalmannschaft der Herren vertritt Ecuador bei Basketball-Länderspielen. Sie war Teilnehmer der ersten Weltmeisterschaft 1950, bei der sie den achten Platz erreichte.
Während sie sich bislang nie für die Olympischen Spiele qualifizieren konnte, erreichte sie bei ihrer bislang einzigen Teilnahme an der kontinentalen Endrunde Amerikameisterschaft 1989 den zwölften und letzten Platz.

## WM-Teilnehmer 1950
| Spieler | Spieler             | Spieler | Spieler | Spieler | Spieler  | Spieler |
| Nr.     | Name                | Geburt  | Größe   | Info    | Einsätze | Verein  |
| ------- | ------------------- | ------- | ------- | ------- | -------- | ------- |
| 3       | Atilio Ansaldo      |         |         |         |          |         |
| 4       | Jorge Díaz Granados |         |         |         |          |         |
| 5       | Fortunato Muñoz     |         |         |         |          |         |
| 6       | Gabriel Peña        |         |         |         |          |         |
| 7       | Víctor Andrade      |         |         |         |          |         |
| 8       | Gonzalo Aparicio    |         |         |         |          |         |
| 9       | Alfonso Quiñonez    |         |         |         |          |         |
| 10      | Raúl Guerrero       |         |         |         |          |         |
| 11      | Rodolfo Arroyo      |         |         |         |          |         |
| 12      | Justo Morán         |         |         |         |          |         |
| 15      | Alfredo Arroyave    |         |         |         |          |         |
| 16      | Pablo Sandiford     | 1922    |         | † 1992  |          |         |

| Trainer | Trainer | Trainer  |
| Nat.    | Name    | Position |
| ------- | ------- | -------- |
| Ecuador | N.N.    |          |

| Legende                 | Legende            |
| Abk.                    | Bedeutung          |
| ----------------------- | ------------------ |
| (C)                     | Mannschaftskapitän |
| Quellen                 |                    |
| Ligahomepage            |                    |
| Stand: 20. Oktober 2013 |                    |

| Legende                 | Legende            |
| Abk.                    | Bedeutung          |
| ----------------------- | ------------------ |
| (C)                     | Mannschaftskapitän |
| Quellen                 |                    |
| Ligahomepage            |                    |
| Stand: 20. Oktober 2013 |                    |

## Abschneiden bei internationalen Wettbewerben

### Weltmeisterschaften
- 1950 – 8. Platz

seit 1954 – nicht für eine Basketball-Weltmeisterschaft qualifiziert

### Panamerikanische Spiele
- 1951 – 9. Platz

seit 1955 – nicht an Panamerikanische Spielen teilgenommen oder qualifiziert

### Amerikameisterschaften
- 1980 – nicht qualifiziert
- 1984 – nicht qualifiziert
- 1988 – nicht qualifiziert
- 1989 – 12. Platz

seit 1992 – nicht für eine Basketball-Amerikameisterschaft qualifiziert

### Südamerikanische Meisterschaften
| - 1930 – nicht teilgenommen - 1932 – nicht teilgenommen - 1934 – nicht teilgenommen - 1935 – nicht teilgenommen - 1937 – nicht teilgenommen - 1938 – 5. Platz - 1939 – nicht teilgenommen - 1940 – nicht teilgenommen - 1941 – nicht teilgenommen - 1942 – 5. Platz - 1943 – nicht teilgenommen - 1945 – 5. Platz | - 1947 – 4. Platz - 1949 – nicht teilgenommen - 1953 – 6. Platz - 1955 – 7. Platz - 1958 – 8. Platz - 1960 – 7. Platz - 1961 – 7. Platz - 1963 – 6. Platz - 1966 – 5. Platz - 1968 – 8. Platz - 1969 – nicht teilgenommen - 1971 – 8. Platz | - 1973 – 8. Platz - 1976 – nicht teilgenommen - 1977 – nicht teilgenommen - 1979 – nicht teilgenommen - 1981 – nicht teilgenommen - 1983 – nicht teilgenommen - 1985 – nicht teilgenommen - 1987 – nicht teilgenommen - 1989 – 5. Platz - 1991 – 6. Platz - 1993 – nicht teilgenommen - 1995 – nicht teilgenommen | - 1997 – 8. Platz - 1999 – 6. Platz - 2001 – 9. Platz - 2003 – nicht teilgenommen - 2004 – nicht teilgenommen - 2006 – nicht teilgenommen - 2008 – nicht teilgenommen - 2010 – 8. Platz - 2012 – nicht teilgenommen |